# Юриевка (Донецкая область)
Ю́риевка (укр. Юріївка, до 2016 года — Воро́вское, в 2016—2024 — Юрьевка, укр. Юр'ївка) — село на Украине, находится в Покровском районе Донецкой области.
Население по переписи 2001 года составляет 79 человек.

## История
24 ноября 2024 года, в ходе боёв за Покровск, село было захвачено ВС РФ.